# 958 (numero)
Novecentocinquantotto (958) è il numero naturale dopo il 957 e prima del 959.

## Proprietà matematiche
- È un numero pari.
- È un numero composto con 4 divisori: 1, 2, 479, 958. Poiché la somma dei suoi divisori (escluso il numero stesso) è 482 < 958, è un numero difettivo.
- È un numero semiprimo.
- È un numero palindromo e un numero ondulante nel sistema posizionale a base 29 (141).
- È un numero nontotiente (per cui la equazione φ(x) = n non ha soluzione).
- È un numero intero privo di quadrati.
- È un numero malvagio.
- È un numero di Smith nel sistema numerico decimale.
- È parte della terna pitagorica (958, 229440, 229442).

## Astronomia
- 958 Asplinda è un asteroide della fascia principale del sistema solare.
- NGC 958 è una galassia spirale della costellazione della Balena.

## Astronautica
- Cosmos 958 è un satellite artificiale russo.